# Акопджанян Хачік Місакович
Хачік Місакович Акопджанян (1902, село Малий Каракліс Александропольського повіту Еріванської губернії, тепер Вірменія — загинув 5 листопада 1944, біля міста Люблін, тепер Польща) — вірменський радянський діяч, 2-й секретар ЦК КП(б) Вірменії, голова Верховної ради Вірменської РСР. Депутат Верховної ради Вірменської РСР 1-го скликання.

## Життєпис
Народився в родині чорнороба механічного заводу. У 1915 році закінчив початкову школу в селі Заброд Бакинської губернії, в 1918 році — вище початкове училище в селі Балахани поблизу Баку.
З листопада 1919 по травень 1920 року працював помічником прикажчика сільськогосподарського кооперативу в Малому Караклісі. З травня по листопад 1920 року — селянин у власному господарстві в місті Александрополь.
У листопаді 1920 — лютому 1921 року — агент комісії із реквізицій революційного комітету нейтральної зони між Туреччиною та СРСР у селі Бархват Александропольського повіту. Став членом РКП(б), але у 1921 році був виключений із партії як баласт під час генеральної чистки.
З лютого по квітень 1921 перебував у в'язниці міста Ерівань. З квітня по травень 1921 року лікувався у родичів в селі Бархваті.
У червні 1921 — липні 1923 року — інструктор Александропольського революційного повітового комітету; податковий інспектор виконавчого комітету Александропольської повітової ради Вірменської РСР.
У липні 1923 — листопаді 1924 року — начальник робітничо-селянської міліції, голова виконавчого комітету дільничної ради села Молла-Геокча Александропольського повіту.
У листопаді 1924 — вересні 1925 року — політбоєць 1-го Вірменського стрілецького полку Кавказької Червонопрапорної армії РСЧА.
Член РКП(б) з вересня 1925 року.
У вересні 1925 — вересні 1927 року — курсант військово-політичної школи Червонопрапорної Кавказької армії.
У вересні 1927 — травні 1930 року — інструктор Ленінаканського повітового комітету КП(б) Вірменії; відповідальний секретар районного комітету КП(б) Вірменії Ленінаканського округу; голова виконавчого комітету районної ради Ленінаканського округу.
У травні 1930 — вересні 1931 року — відповідальний секретар Артицького районного комітету КП(б) Вірменії.
У вересні 1931 — грудні 1932 року — відповідальний секретар Курдукулинського районного комітету КП(б) Вірменії.
У грудні 1932 — березні 1937 року — директор Вагаршапатської машинно-тракторної станції Вірменської РСР.
У березні — травні 1937 року — заступник народного комісара землеробства Вірменської РСР.
У травні — грудні 1937 року — 1-й секретар Басаргечарського районного комітету КП(б) Вірменії.
У грудні 1937 — лютому 1938 року — завідувач відділу кадрів Єреванського міського комітету КП(б) Вірменії.
20 лютого — 2 червня 1938 року — 3-й секретар ЦК КП(б) Вірменії.
6 червня 1938 — 20 серпня 1940 року — 2-й секретар ЦК КП(б) Вірменії.
Одночасно 12 липня 1938 — 27 липня 1943 року — голова Верховної ради Вірменської РСР.
З серпня 1940 року — слухач Вищої школи партійних організаторів при ЦК ВКП(б) у Москві.
З початком німецько-радянської війни мобілізований до лав Червоної армії рішенням ЦК ВКП(б). З 14 жовтня 1941 року служив начальником політичного відділу 324-ї стрілецької дивізії. З 7 листопада 1942 по 6 березня 1943 року — комісар (начальник політичного відділу), заступник з політичної частини командира 89-ї стрілецької (Вірменської) дивізії 58-ї армії Північно-Кавказького фронту. На 1944 рік служив заступником командира по тилу 95-ї стрілецької дивізії 20-ї (33-ї) армії 1-го Білоруського фронту.
5 листопада 1944 року загинув у бою. Похований у місті Любліні (Польща).

## Військові звання
- старший батальйонний комісар (1941)
- підполковник (6.12.1942)

## Нагороди
- орден Вітчизняної війни І ст. (25.02.1945, посмертно)
- орден Трудового Червоного Прапора (23.11.1940)
- медалі